# Ordgarius sexspinosus
Ordgarius sexspinosus är en spindelart som först beskrevs av Tord Tamerlan Teodor Thorell 1894.  Ordgarius sexspinosus ingår i släktet Ordgarius och familjen hjulspindlar. Inga underarter finns listade i Catalogue of Life.